# 24 uur van Le Mans 1982

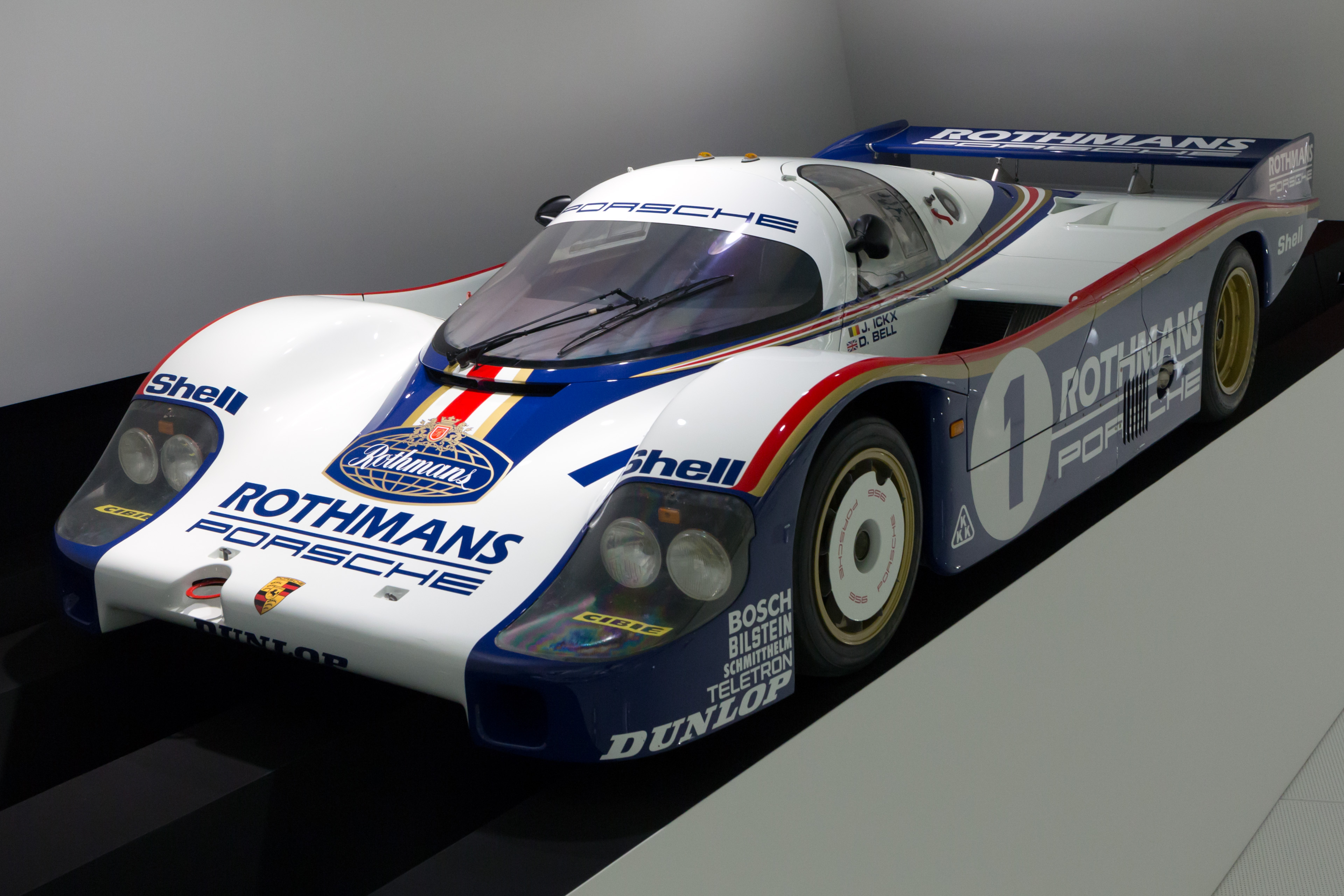
De winnende auto: de Porsche 956 #1.

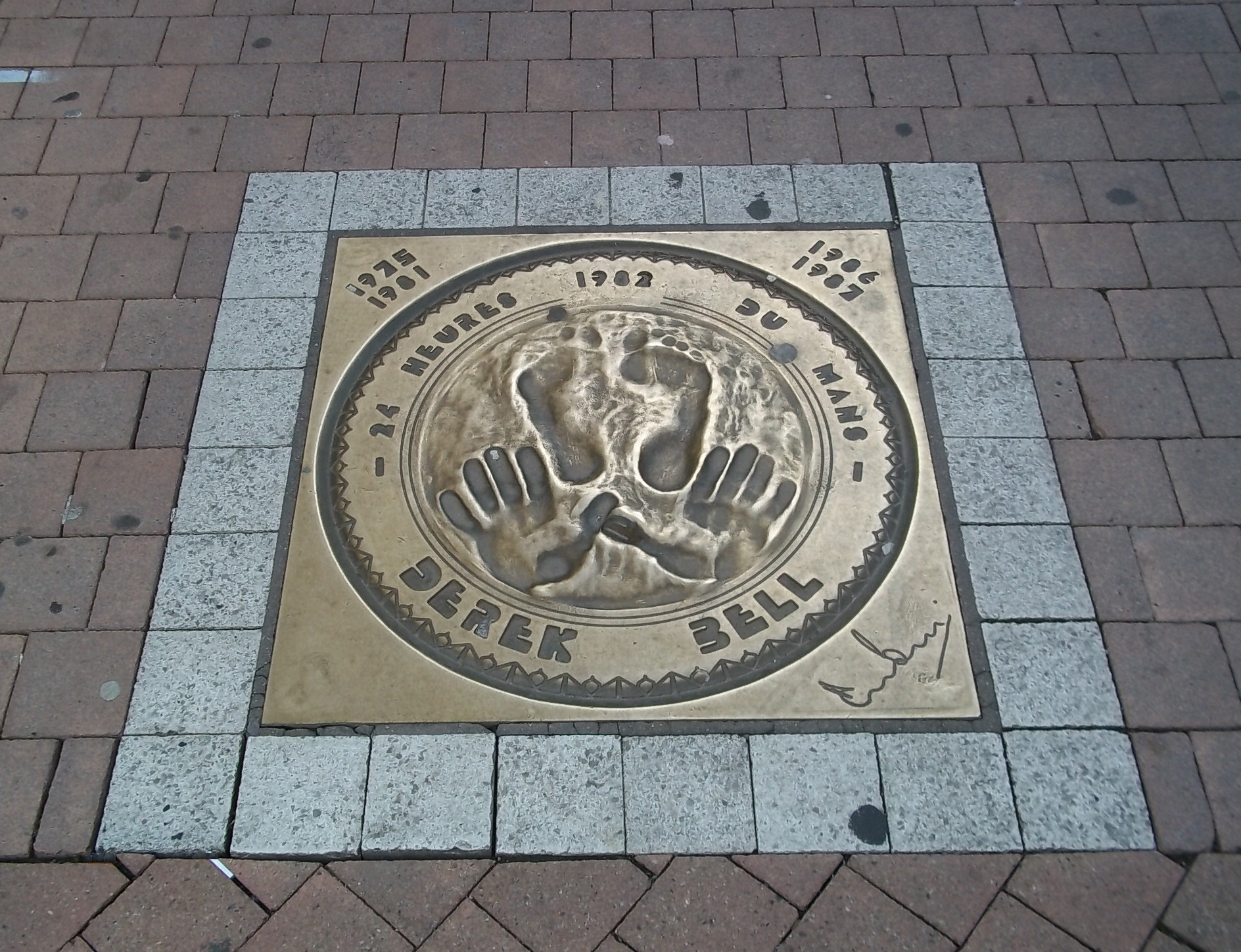
Handafdrukken van de winnende coureur Derek Bell in de Hall of Fame in Le Mans.

De 24 uur van Le Mans 1982 was de 50e editie van deze endurancerace. De race werd verreden op 19 en 20 juni 1982 op het Circuit de la Sarthe nabij Le Mans, Frankrijk.
De race werd gewonnen door de Porsche System #1 van Jacky Ickx en Derek Bell. Voor Ickx was het zijn zesde Le Mans-zege, waarmee hij zijn eigen record verder aanscherpte, terwijl Bell zijn derde overwinning behaalde. Het was het tweede achtereenvolgende jaar waarin zij de race wonnen. De IMSA GTX-klasse werd gewonnen door de John Fitzpatrick Racing #79 van John Fitzpatrick en David Hobbs. De Gr.5 SP-klasse werd gewonnen door de Charles Ivey Racing #60 van John Cooper, Paul Smith en Claude Bourgoignie. De Gr.4 GT-klasse werd gewonnen door de Richard Cleare Racing #90 van Richard Cleare, Tony Dron en Richard Jones. De IMSA GTO-klasse werd gewonnen door de BF Goodrich #87 van Jim Busby en Doc Bundy.

## Race
Winnaars in hun klasse zijn vetgedrukt. Auto's die minder dan 70% van de afstand van de winnaar (251 ronden) hadden afgelegd werden niet geklasseerd.
| Pos. | Klasse     | No. | Team                                        | Coureurs                                               | Chassis                 | Motor                               | Banden | Ronden |
| ---- | ---------- | --- | ------------------------------------------- | ------------------------------------------------------ | ----------------------- | ----------------------------------- | ------ | ------ |
| 1    | Gr.C       | 1   | Porsche System                              | Jacky Ickx Derek Bell                                  | Porsche 956             | Porsche 935/76 2.6L F6 twin turbo   | D      | 359    |
| 2    | Gr.C       | 2   | Porsche System                              | Jochen Mass Vern Schuppan                              | Porsche 956             | Porsche 935/76 2.6L F6 twin turbo   | D      | 356    |
| 3    | Gr.C       | 3   | Porsche System                              | Jürgen Barth Hurley Haywood Al Holbert                 | Porsche 956             | Porsche 935/76 2.6L F6 twin turbo   | D      | 340    |
| 4    | IMSA GTX   | 79  | John Fitzpatrick Racing                     | John Fitzpatrick David Hobbs                           | Porsche 935/78J         | Porsche 930/79 2.7L F6 turbo        | G      | 329    |
| 5    | IMSA GTX   | 78  | Cooke Racing-BP                             | Dany Snobeck François Sérvanin René Metge              | Porsche 935-K3          | Porsche 930 2.8L F6 turbo           | G      | 325    |
| 6    | IMSA GTX   | 70  | Prancing Horse Farm Racing                  | Pierre Dieudonné Carson Baird Jean-Paul Libert         | Ferrari 512BB/LM        | Ferrari 4.9L F12                    | M      | 322    |
| 7    | Gr.C       | 32  | Viscount Downe Racing                       | Ray Mallock Simon Phillips Mike Salmon                 | Nimrod NRA/C2           | Aston Martin DP1229 5.3L V8         | A      | 317    |
| 8    | Gr.5 SP    | 60  | Charles Ivey Racing                         | John Cooper Paul Smith Claude Bourgoignie              | Porsche 935-K3/79       | Porsche 930 3.1L F6 turbo           | D      | 316    |
| 9    | IMSA GTX   | 72  | North American Racing Team                  | Alain Cudini John Morton John Paul jr.                 | Ferrari 512BB/LM        | Ferrari 5.0L F12                    | D      | 306    |
| 10   | Gr.C       | 25  | Compagnie Primagaz                          | Pierre Yver Bruno Sotty Lucien Guitteny                | Rondeau M379C           | Cosworth DFV 3.0 L V8               | A      | 306    |
| 11   | IMSA GTX   | 77  | Garretson Developments                      | Bob Garretson Anne-Charlotte Verney Ray Ratcliff       | Porsche 935-K3/80       | Porsche 930 2.8L F6 twin-turbo      | G      | 299    |
| 12   | Gr.5 SP    | 66  | J.-M. Lemerle Scuderia Sivama di Galliate   | Jean-Marie Lemerle Max Cohen-Olivar Joe Castellano     | Lancia Montecarlo Turbo | Lancia 1425cc S4 turbo              | G      | 295    |
| 13   | Gr.4 GT    | 90  | Richard Cleare Racing                       | Richard Cleare Tony Dron Richard Jones                 | Porsche 934             | Porsche 3.0L F6 turbo               | D      | 291    |
| 14   | IMSA GTX   | 82  | Mazdaspeed Tom Walkinshaw Racing            | Yojiro Terada Takashi Yorino Allan Moffat              | Mazda RX-7 254i         | Mazda 13B 1308cc twin-rotary        | D      | 282    |
| 15   | Gr.C       | 38  | C. Bussi                                    | Christian Bussi Pascal Witmeur Bernard de Dryver       | Rondeau M382            | Cosworth DFL 3.3L V8                | D      | 279    |
| 16   | IMSA GTO   | 87  | BF Goodrich                                 | Jim Busby Doc Bundy                                    | Porsche 924 Carrera GTR | Porsche 2.0L S4 turbo               | BF     | 272    |
| 17   | IMSA GTO   | 81  | Stratagraph Inc.                            | Billy Hagan Gene Felton Tom Williams                   | Chevrolet Camaro        | Chevrolet 5.4L V8                   | G      | 269    |
| 18   | Gr.5 SP    | 61  | A. Gadal Total S.A.                         | Roland Ennequin Michel Gabriel Franco Gasparetti       | BMW M1                  | BMW M88 3.5L S6                     | D      | 259    |
| NC   | IMSA GTO   | 80  | Stratagraph Inc.                            | Dick Brooks Hershel McGriff                            | Chevrolet Camaro        | Chevrolet 5.7L V8                   | G      | 141    |
| DNF  | Gr.C       | 4   | Belga Team Joest Racing                     | Bob Wollek Jean-Michel Martin Philippe Martin          | Porsche 936CJ           | Porsche 935 2.5L F6 twin-turbo      | D      | 320    |
| DNF  | IMSA GTX   | 62  | EMKA Productions                            | Steve O'Rourke Richard Down Nick Mason                 | BMW M1                  | BMW M88 3.5L S6                     | D      | 266    |
| DSQ  | Gr.5 SP    | 65  | T. Perrier Scuderia Sivama di Galliate      | Thierry Perrier Bernard Salam Gianni Giudici           | Lancia Montecarlo Turbo | Lancia 1425cc S4 turbo              | D      | 219    |
| DNF  | IMSA GTX   | 83  | Mazdaspeed Tom Walkinshaw Racing            | Tom Walkinshaw Chuck Nicholson Peter Lovett            | Mazda RX-7 254i         | Mazda 13B 1308cc twin-rotary        | D      | 180    |
| DNF  | Gr.6 S 2.0 | 50  | Martini Racing                              | Riccardo Patrese Hans Heyer Piercarlo Ghinzani         | Lancia LC1              | Lancia 1425cc S4 turbo              | P      | 152    |
| DNF  | Gr.C       | 11  | Automobiles Jean Rondeau                    | François Migault Gordon Spice Xavier Lapeyre           | Rondeau M382            | Cosworth DFL 4.0L V8                | D      | 150    |
| DNF  | Gr.C       | 26  | J. Haran                                    | Jacky Haran Hervé Poulain Vivian Candy                 | Rondeau M379C           | Cosworth DFV 3.0 L V8               | A      | 149    |
| DNF  | Gr.C       | 12  | Automobiles Jean Rondeau                    | Jean Rondeau Jean Ragnotti Henri Pescarolo             | Rondeau M382            | Cosworth DFL 4.0L V8                | D      | 146    |
| DNF  | Gr.5 SP    | 75  | C. Haldi                                    | Claude Haldi Rodrigo Terran François Hesnault          | Porsche 934/5           | Porsche 930 3.0L F6 turbo           | D      | 141    |
| DNF  | IMSA GTO   | 86  | BF Goodrich                                 | Manfred Schurti Patrick Bedard Paul Miller             | Porsche 924 Carrera GTR | Porsche 2.0L S4 turbo               | BF     | 128    |
| DNF  | Gr.C       | 9   | WM Esso                                     | Didier Theys Michel Pignard Jean-Daniel Raulet         | WM P82                  | Peugeot PRV ZNS4 2.9L V6 twin-turbo | M      | 127    |
| DNF  | Gr.C       | 10  | WM Esso                                     | Roger Dorchy Guy Fréquelin Alain Couderc               | WM P82                  | Peugeot PRV ZNS4 2.9L V6 twin-turbo | M      | 112    |
| DNF  | Gr.C       | 24  | Automobiles Jean Rondeau                    | Henri Pescarolo Jean-Pierre Jaussaud                   | Rondeau M382            | Cosworth DFL 4.0L V8                | D      | 111    |
| DNF  | IMSA GTO   | 85  | Tony Garcia Racing                          | Tony Garcia Fred Stiff Albert Naon                     | BMW M1                  | BMW M88 3.5L S6                     | G      | 104    |
| DNF  | Gr.6 S 2.0 | 51  | Martini Racing                              | Michele Alboreto Teo Fabi Rolf Stommelen               | Lancia LC1              | Lancia 1425cc S4 turbo              | P      | 92     |
| DNF  | Gr.C       | 36  | Dome Co. Ltd                                | Chris Craft Eliseo Salazar                             | Dome RC82               | Cosworth DFL 3.3L V8                | D      | 85     |
| DNF  | Gr.C       | 14  | March Racing                                | Eje Elgh Jeff Wood Patrick Nève                        | March 82G               | Chevrolet 5.8L V8                   | G      | 78     |
| DNF  | Gr.C       | 35  | Courage Compétition                         | Yves Courage Jean-Philippe Grand Michel Dubois         | Cougar C01              | Cosworth DFL 3.3L V8                | D      | 78     |
| DNF  | IMSA GTO   | 84  | Canon Cameras GTi Engineering               | Richard Lloyd Andy Rouse                               | Porsche 924 Carrera GTR | Porsche 2.0L S4 turbo               | D      | 77     |
| DNF  | Gr.C       | 20  | BASF Cassetten Team GS Sport                | Hans-Joachim Stuck Jean-Louis Schlesser Dieter Quester | Sauber SHS C6           | Cosworth DFL 4.0L V8                | D      | 76     |
| DNF  | Gr.C       | 16  | Ultramar Team Lola                          | Guy Edwards Rupert Keegan Nick Faure                   | Lola T610               | Cosworth DFL 4.0L V8                | A      | 72     |
| DNF  | Gr.C       | 7   | Ford-Werke AG Zakspeed                      | Manfred Winkelhock Klaus Niedzwiedz                    | Ford C100               | Cosworth DFL 4.0L V8                | G      | 71     |
| DNF  | Gr.C       | 6   | Ford-Werke AG Zakspeed                      | Klaus Ludwig Marc Surer                                | Ford C100               | Cosworth DFL 4.0L V8                | G      | 67     |
| DNF  | Gr.6 S 2.0 | 55  | Chevron Racing Cars                         | Martin Birrane John Sheldon Neil Crang                 | Chevron B36             | Cosworth BDX 1975cc S4              | A      | 57     |
| DNF  | IMSA GTX   | 71  | Charles Pozzi Ferrari France                | Claude Ballot-Léna Jean-Claude Andruet Hervé Regout    | Ferrari 512BB/LM        | Ferrari 4.9L F12                    | M      | 57     |
| DNF  | Gr.C       | 39  | Dorset Racing Associates                    | Ian Harrower Mike Wilds François Duret                 | De Cadenet-Lola LMC     | Cosworth DFV 3.0 L V8               | M      | 56     |
| DNF  | Gr.C       | 19  | BASF Cassetten Team GS Sport                | Walter Brun Siegfried Müller jr.                       | Sauber SHS C6           | Cosworth DFL 4.0L V8                | D      | 55     |
| DNF  | Gr.C       | 31  | Nimrod Racing Automobiles                   | Tiff Needell Bob Evans Geoff Lees                      | Nimrod NRA/C2           | Aston Martin DP1229 5.3L V8         | A      | 55     |
| DNF  | Gr.C       | 30  | M. Lateste                                  | Michel Lateste Hubert Striebig Jacques Heuclin         | URD C81                 | BMW M88 3.5L S6                     | G      | 45     |
| DNF  | IMSA GTX   | 73  | T-Bird Swap Shop North American Racing Team | Preston Henn Randy Lanier Denis Morin                  | Ferrari 512BB/LM        | Ferrari 5.0L F12                    | M      | 43     |
| DNF  | Gr.5 SP    | 64  | E. Dören                                    | Edgar Dören Antonio Contreras Billy Sprowls            | Porsche 935-K3/79       | Porsche 930 2.8L F6 turbo           | D      | 39     |
| DNF  | Gr.C       | 17  | Cooke Racing Malardeau                      | Brian Redman Ralph Kent-Cooke Jim Adams                | Lola T610               | Cosworth DFL 4.0L V8                | G      | 28     |
| DNF  | Gr.C       | 29  | Garretson Developments                      | Bobby Rahal Skeeter McKitterick Jim Trueman            | March 82G               | Chevrolet 5.8L V8                   | G      | 28     |
| DNF  | Gr.C       | 5   | Kremer Racing Interscope Racing             | Ted Field Danny Ongais Bill Whittington                | Porsche C-K5            | Porsche 930 2.3L F6 turbo           | G      | 25     |
| DNF  | IMSA GTX   | 76  | Bob Akin Motor Racing                       | Bob Akin David Cowart Kenper Miller                    | Porsche 935-L1          | Porsche 930 2.8L F6 turbo           | G      | 15     |
| DNF  | Gr.C       | 37  | GRID Racing                                 | Emilio de Villota Desiré Wilson Alain de Cadenet       | Grid-Plaza S1           | Cosworth DFL 3.3L V8                | D      | 7      |
| DSQ  | Gr.C       | 27  | Grand Touring Cars Inc.                     | Mario Andretti Michael Andretti                        | Mirage M12              | Cosworth DFL 4.0L V8                | G      | 0      |
| DNQ  | Gr.5 SP    | 63  | Vegla Racing Team                           | Dieter Schornstein Harald Grohs Maurizio de Narváez    | Porsche 935J            | Porsche 930 2.8L F6 twin-turbo      | M      | 0      |
| DNQ  | Gr.B       | 95  | A. Gadal Total S.A.                         | Alain Gadal Jean-Yves Gadal Raymond Touroul            | Porsche 930             | Porsche 930/60 3.3L F6 turbo        | M      | 0      |
| DNA  | Gr.C       | 8   | Ford-Werke AG Zakspeed                      |                                                        | Ford C100               | Cosworth DFL 4.0L V8                | G      | 0      |
| DNA  | Gr.C       | 15  | March Racing                                |                                                        | March 82G               | Chevrolet 5.7L V8                   | G      | 0      |
| DNA  | Gr.C       | 23  | Automobiles Jean Rondeau                    | François Migault Danny Sullivan                        | Rondeau M482            | Cosworth DFL 4.0L V8                | D      | 0      |
| DNA  | Gr.C       | 28  | Grand Touring Cars Inc.                     | Rick Mears John Morton                                 | Mirage M12              | Cosworth DFL 4.0L V8                | G      | 0      |
| DNA  | Gr.6 S 2.0 | 52  | Martini Racing                              | Riccardo Patrese Rolf Stommelen                        | Lancia LC1              | Lancia 1425cc S4 turbo              | P      | 0      |
| DNA  | Gr.6 S 2.0 | 54  | Écurie Renard-Delmas                        | Hervé Bayard Michel Dubois                             | Renard-Delmas D1 82     | BMW M12 1998cc S4                   |        | 0      |
| DNA  | Gr.6 S 2.0 | 56  | J.-M. Lemerle                               | Jean-Marie Lemerle Max Cohen-Olivar                    | Osella PA8              | BMW M12 1998cc S4                   |        | 0      |
| DNA  | IMSA GTX   | 74  | T. Perrier                                  | Thierry Perrier Bernard Salam Roger Carmillet          | Ferrari 512BB/LM        | Ferrari 4.9L F12                    |        | 0      |

1923 · 1924 · 1925 · 1926 · 1927 · 1928 · 1929 · 1930 · 1931 · 1932 · 1933 · 1934 · 1935 · 1936 · 1937 · 1938 · 1939 · 1940 - 1948 · 1949 · 1950 · 1951 · 1952 · 1953 · 1954 · 1955 (Ramp) · 1956 · 1957 · 1958 · 1959 · 1960 · 1961 · 1962 · 1963 · 1964 · 1965 · 1966 · 1967 · 1968 · 1969 · 1970 · 1971 · 1972 · 1973 · 1974 · 1975 · 1976 · 1977 · 1978 · 1979 · 1980 · 1981 · 1982 · 1983 · 1984 · 1985 · 1986 · 1987 · 1988 · 1989 · 1990 · 1991 · 1992 · 1993 · 1994 · 1995 · 1996 · 1997 · 1998 · 1999 · 2000 · 2001 · 2002 · 2003 · 2004 · 2005 · 2006 · 2007 · 2008 · 2009 · 2010 · 2011 · 2012 · 2013 · 2014 · 2015 · 2016 · 2017 · 2018 · 2019 · 2020 · 2021 · 2022 · 2023 · 2024